# أدريان كامبوس جونيور
أدريان كامبوس جونيور (بالإسبانية: Adrián Campos, jr.)‏ هو سائق سباق ومهندس إسباني، ولد في 5 أكتوبر 1988 في بلنسية في إسبانيا.

## وصلات خارجية
- أدريان كامبوس جونيور على موقع Racing-Reference.info (الإنجليزية)
- أدريان كامبوس جونيور على موقع DriverDB.com (الإنجليزية)